# NGC 6243
NGC 6243 is een spiraalvormig sterrenstelsel in het sterrenbeeld Hercules. Het hemelobject werd op 10 juni 1880 ontdekt door de Franse astronoom Édouard Jean-Marie Stephan.

## Synoniemen
- UGC 10591
- MCG 4-40-4
- ZWG 139.13
- PGC 59161